# Jastrzębniki (zniesiona osada leśna)
Jastrzębniki – dawna osada leśna w Polsce, położona w województwie wielkopolskim, w powiecie nowotomyskim, w gminie Opalenica.
W latach 1975–1998 miejscowość położona była w województwie poznańskim.
Nazwę zniesiono w 2023 r.